# Zofia Benedycka
Zofia Benedycka (ur. 11 lipca 1948 w Pasłęku) – polska agronom, prof. dr. hab. nauk rolniczych, pracownik naukowy Uniwersytetu Warmińsko-Mazurski w Olsztynie, prorektor Wyższej Szkoły Agrobiznesu w Łomży.

## Życiorys
W 1971 ukończyła studia agronomiczne w Wyższej Szkole Rolniczej w Olsztynie, od 1972 pracowała na macierzystej uczelni, przemianowanej w tym roku na Akademię Rolniczo-Techniczną. 22 czerwca 1977 obroniła pracę doktorską, 3 listopada 1988 habilitowała się na podstawie dorobku naukowego i pracy. 12 lipca 1999 nadano jej tytuł profesora w zakresie nauk rolniczych. Pracowała w Katedrze Chemii Rolnej i Ochrony Środowiska na Wydziale Kształtowania Środowiska i Rolnictwa Uniwersytetu Warmińsko-Mazurskiego.
Piastowała stanowisko prorektora w Wyższej Szkole Agrobiznesu w Łomży.

## Publikacje
- 2005: Initial studies on the yield and quality of fruit of 4 varieties of cranberry Vaccinium macrocarpon Ait. in case of fertilization of the plants with urea phosphate[1]
- 2006: Wpływ zróżnicowanego nawożenia N, P, K, S na zawartość makroskładników w owocach żurawiny wielkoowocowej[1]
- 2006: Skuteczność działania regulatorów wzrostu w uprawie gryki[1]